# 鮣
鮣，又稱長印魚、吸盤魚，為輻鰭魚綱鱸形目鱸亞目鮣科的其中一個種。

## 分布和栖息地
该物种被认为是环热带鱼类，因为它分布在除了东太平洋以外的所有热带和暖温带水域。该物种可在海岸附近以及最大深度为50米的近海发现。
鮣魚能利用其背鳍暂时型吸附在各种物体或寄主上。鮣魚的寄主包括鲨鱼、鳐鱼、大型硬骨鱼、海龟、鲸鱼、海豚、船只，甚至是潜水员。

## 特徵
本魚體延長，胸鰭尖銳，背吸盤有21至28對鰭瓣，體長為盤長之3.5至4.35倍，尾部較吻短以致肛門為長。尾柄圓柱狀，胸鰭內緣有不足1/3部分連結於腹面。吻平扁，前端略尖。口大，口裂寬，不可伸縮，下頜前突；上下頜、鋤骨、腭骨及舌上均具齒。體被小圓鱗，除頭部及吸盤無鱗外，全身均被鱗。背鰭兩個，第一背鰭變形而成吸盤，第二背鰭和臀鰭相對；腹鰭胸位，小形；胸鰭尖圓；尾鰭尖長。體色棕黃或黑色，體側經常有一暗色水平狹帶，較眼徑為寬，由下頜端經眼達尾鰭基底。體長可達110厘米。

## 生態
為沿岸晝行性魚類，身上有吸盤會附著在鯊魚、翻車魚、海龜甚至小船，往往以撿大魚吃剩的食物為食、體外寄生蟲為食，或者自行捕捉淺海的無脊椎動物。本魚和寄主關係並不密切，經常離開寄主獨自游動。

## 經濟利用
為食用魚，小尾的可供觀賞及製成中藥。